# Yuan del Manciukuò
Lo yuan del Manciukuò era una valuta creata dal Giappone per lo Stato del Manciukuò, che ebbe corso legale dal giugno 1932 all'agosto 1945. Teoricamente doveva essere una nuova vera moneta, rimase tale però solo in ipotesi, il tentativo di autosostegno venne abbandonato nel 1937. La moneta circolante fu lo yuan di controllo, parificato allo yen.
Tale unità monetaria era in origine basata su un unico campione di base in argento puro, del peso di 23,91 grammi. Essa sostituiva il tael di Haikwan, il sistema monetario locale comunemente e regolarmente in uso in Manciuria prima dell'incidente di Mukden come valuta legale.

## Storia
Inizialmente le banconote e le monete furono coniate dalla zecca della Banca del Giappone, ma furono in seguito emesse dalla zecca della Banca centrale del Manciukuò nella capitale del Manciukuò, Hsinking (ora Changchun). A causa delle fluttuazioni internazionali nel prezzo dell'argento durante gli anni trenta, il Manciukuò tolse lo yuan dal silver standard nel 1935 e successivamente agganciò lo yuan allo yen, per poi raggiungere una parità approssimativa con esso.
In tutto questo periodo circa metà del valore dei biglietti emessi era sostenuto da riserve in moneta metallica. I biglietti emessi erano in cinque tagli, da cento, dieci, cinque e uno yuan e da cinque chiao (mezzo yuan), e sul dritto raffiguravano tipicamente i sovrani della dinastia Qing. Per tenersi al passo con le pressioni inflazionistiche tipicamente sperimentate dalle aree sotto il controllo giapponese verso la fine della Seconda guerra mondiale, nel 1944 fu emesso un biglietto da 1.000 yuan.
Lo yuan era suddiviso in 10 chiao (角), 100 fen (分) o 1.000 li (釐). Le monete erano emesse in tagli da 5 li fino a 10 fen.
Nel 1944 e 1945, il Manciukuò emise monete (da 1 e 5 fen) fatte di quella che lo Standard Catalog of World Coins descrive come "fibra rossa o marrone", assomigliante a cartone. Si tratta di un raro esempio di monete non metalliche.
Nel 1948, dopo la fine della seconda guerra mondiale, approssimativamente 12 miliardi di yuan di biglietti della Banca centrale del Manciukuò furono riscattati dalla Tung Pei Bank.

## Banconote

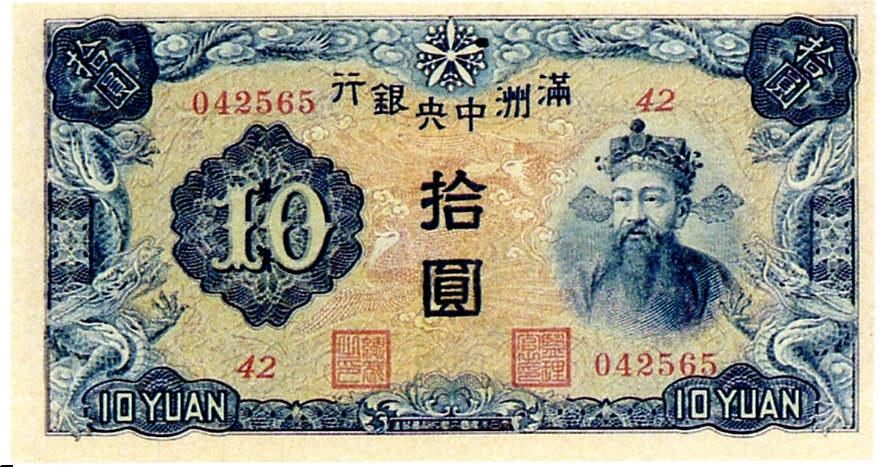
Biglietto da 10 yuan, 1937 (dritto), raffigurante l'imperatore Ch'ien-lung.
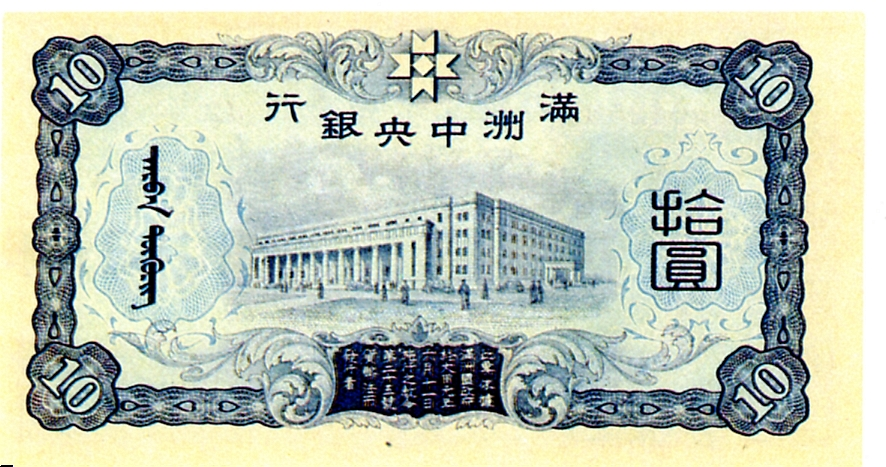
Biglietto da 10 yuan, 1937 (retro), raffigurante la sede dalla Banca centrale di Manciù.
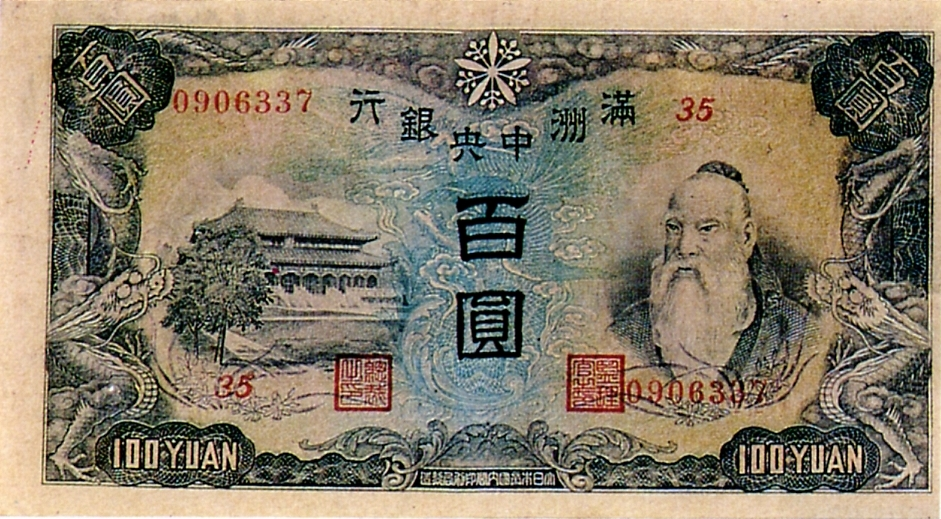
Biglietto da 100 yuan, 1944 (diritto), raffigurante Confucio.
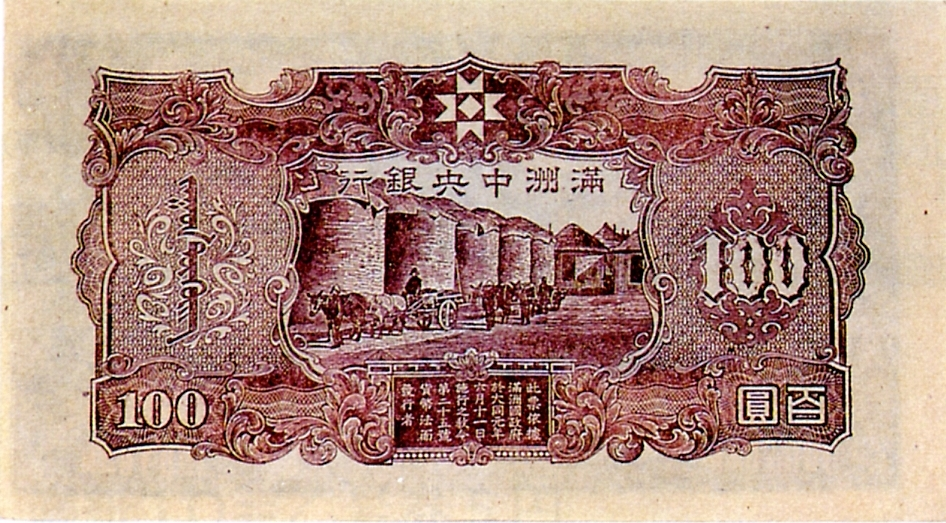
Biglietto da 100 yuan, 1944 (retro), raffigurante sili di soia.